# Тидоре
Тидоре (индон. Pulau Tidore) — название острова, а также одноименного архипелага и расположенного на нём города в архипелаге Молуккских островов в восточной Индонезии. Расположен к западу от острова Хальмахера.

## География

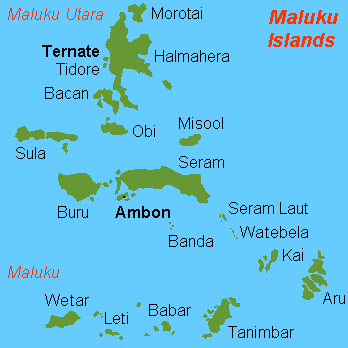
Остров Тидоре в архипелаге Молуккских островов

Остров Тидоре из себя представляет стратовулкан, который поднимается на высоту 1730 метров над уровнем моря конусообразным пиком Киематабу в южной части острова. На северной части острова находится кальдера, Сабале, с двумя меньшими вулканическими конусами.
Административный центр — Соасио, расположен на восточной оконечности острова. В нём находится порт Гото, есть автовокзал и рынок. Дворец султана был реконструирован в 2010 году.

## История
Султанат Тидоре был образован в 1109 году. Его экономика была основана на производстве специй. Большую часть своей истории он находился в тени соседнего султаната Тернате.
В доколониальный период королевство Тидоре обладало большим политическим и экономическим влиянием в регионе и соперничало с соседним Тернате, расположенном к северу от острова.
Влияние султанов Тидоре распространялась на южную Хальмахеру, и, временами, они контролировали Буру, Амбон и многие острова у побережья Новой Гвинеи. Правители Тидоре заключили союз с Испанией в XVI столетии, и испанцы построили на острове несколько фортов. Несмотря на разногласия между тидорцами и испанцами, их союз был необходим для противостояния союзу тернатцев и голландцев, которые построили форт на Тернате. Сохранение независимости Тидоре было выгодно испанцам, так как это помогало сдерживать голландскую экспансию и создавало для них угрозы их интересам в Азиатско-тихоокеанском регионе и позволяло поддерживать своё влияние в регионе.
После ухода испанцев с Тидоре и Тернате в 1663 году султанат Тидоре стал самым сильным и наиболее независимым государством в регионе. После ухода испанцев он продолжал оказывать сопротивление Голландской Ост-Индской компании (VOC), которая, в свою очередь, стремилась к тотальному контролю в регионе. Особенно ярко это проявилось при султане Сайфуддине (1657—1689), когда двор Тидоре направлял получаемые от голландцев платежи за специи на подарки для укрепления связей с традиционными союзниками Тидоре и для усиления влияния на периферийных территориях. В результате многие местные политики поддерживали правителей Тидоре, и султану не представляло большого труда получить от них военную помощь, в отличие от правителей Тернате, которые были вынуждены обращаться за военной помощью к голландцам.
Несмотря на усиление португальского влияния, Тидоре оставался независимым до конца XVIII века. Как и Тернате, Тидоре коснулась голландская политика ограничения колониального производства специй (extirpatie) отдельными территориями. Эта политика была направлена на усиление голландской монополии на специи; она привела к снижению доходов Тидоре и ослаблению контроля за периферийными территориями.
В 1781 году принц Нуку покинул Тидоре и объявил себя султаном островов Папуа. Это было началом масштабной многолетней партизанской войны. Жители Папуа в большинстве своём поддерживали принца Нуку. Британцы поддерживали Нуку, так как партизаны были их естественными союзниками в борьбе против голландцев на Молуккских островах. Капитан Томас Форест поддерживал дипломатические отношения с принцем Нуку и был фактически британским послом.
Султанат прекратил существование в период правления Сукарно. Тидоре значительно пострадал во время религиозного конфликта 1999 года, который охватил Молуккские острова.

## Административное подчинение
Остров входит в состав муниципалитета (kotamadya) провинции Северное Малуку. Площадь муниципалитета 1550 км², в июле 2003 года население составляло 78 617 человек.
В муниципалитет входит два крупных острова, Оба и Тидоре. Он в свою очередь подразделяется на 5 районов (kecematan): Оба, Соверная Оба, Тидоре, Южное Тидоре и Северное Тидоре.